# ورزشگاه الاند رود
۵۳°۴۶′۴۰″ شمالی ۱°۳۴′۲۰″ غربی / ۵۳٫۷۷۷۷۸°شمالی ۱٫۵۷۲۲۲°غربی
 ورزشگاه الاند رود  (به انگلیسی: Elland Road) ورزشگاهی در شهر لیدز است که ورزشگاه خانگی باشگاه فوتبال لیدز یونایتد نیز می‌باشد.
این ورزشگاه در سال ۱۸۹۷ میلادی ساخته شده و در فواصل زمانی مختلف مورد بازسازی و گسترش قرار گرفته است.

## نگارخانه

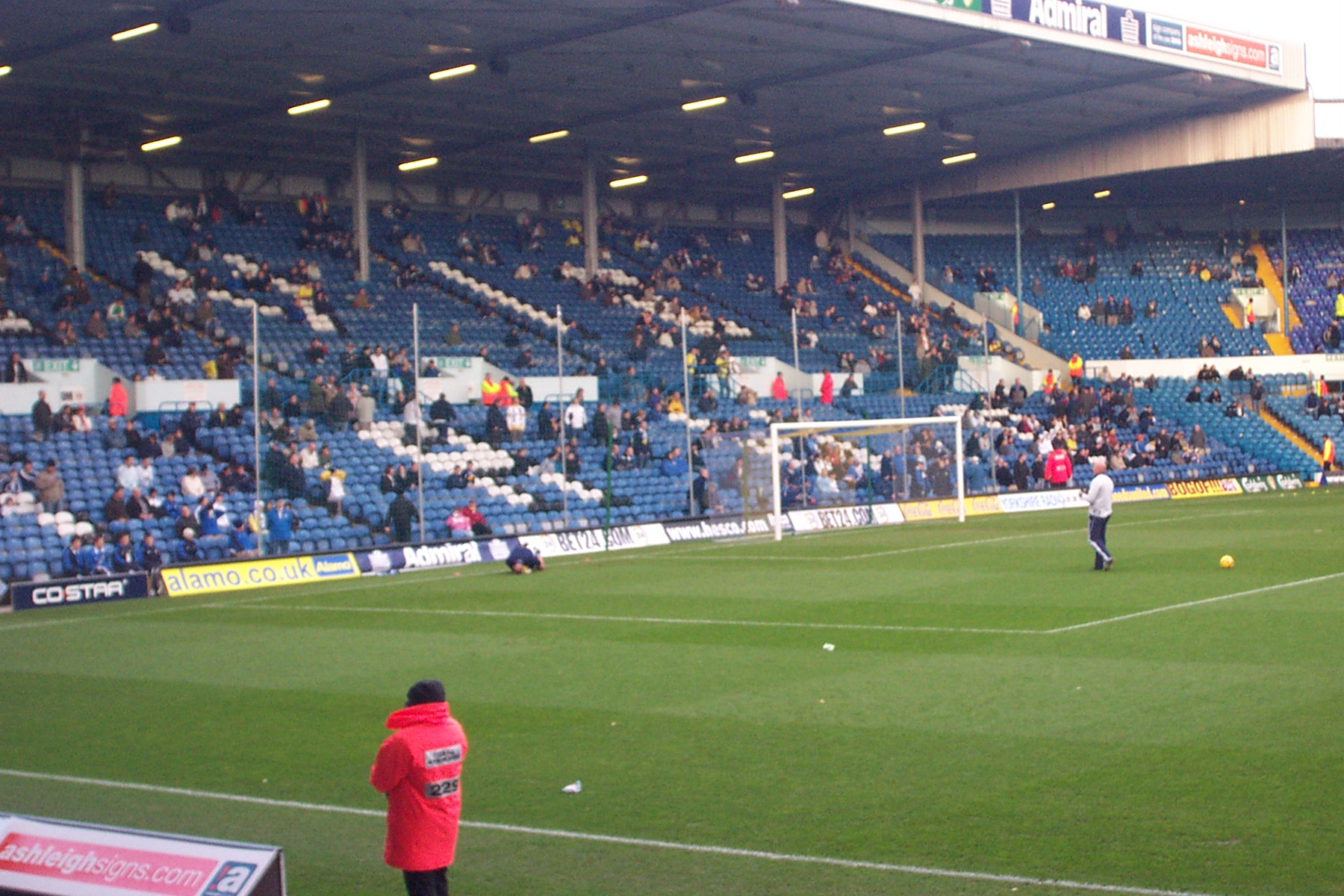
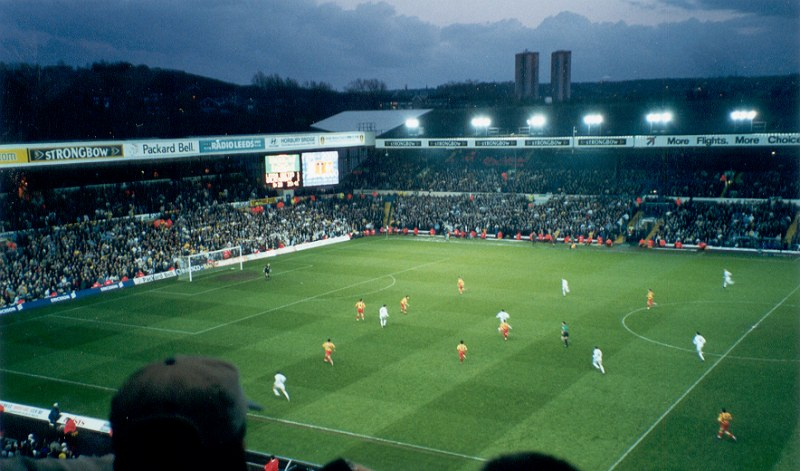
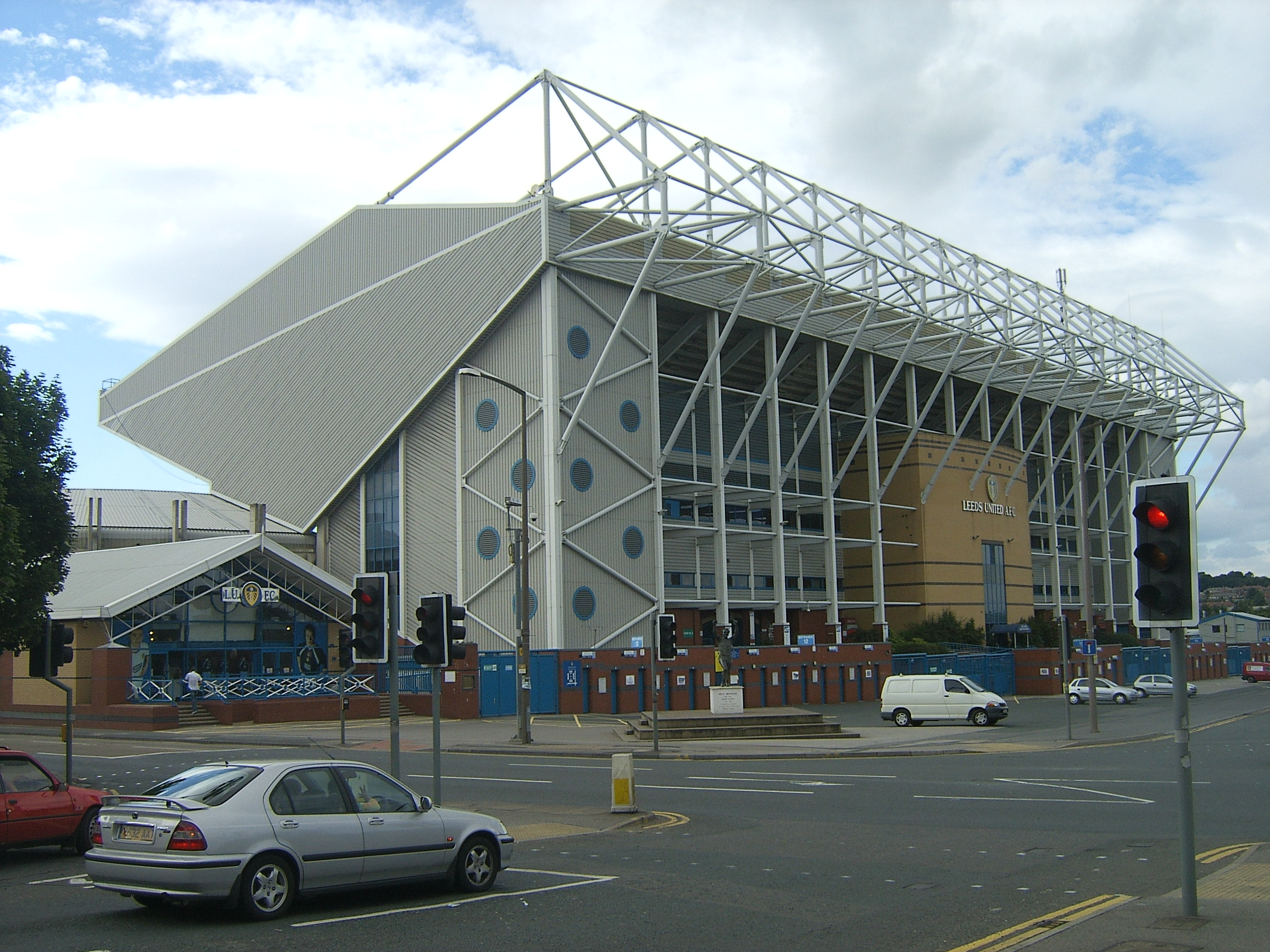
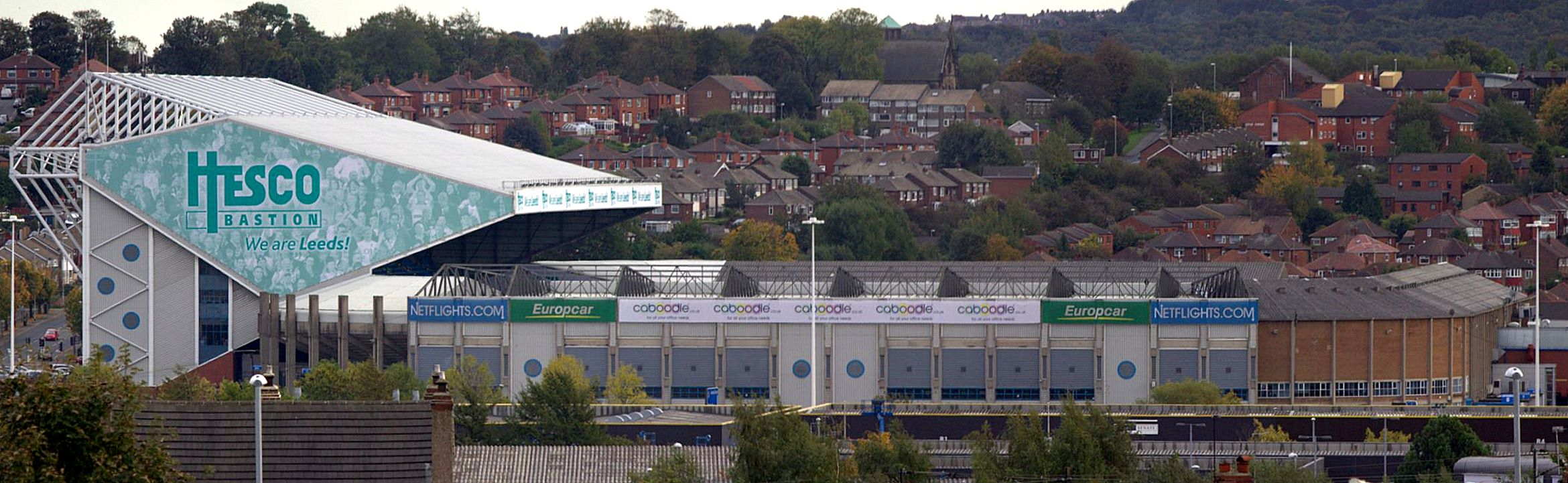
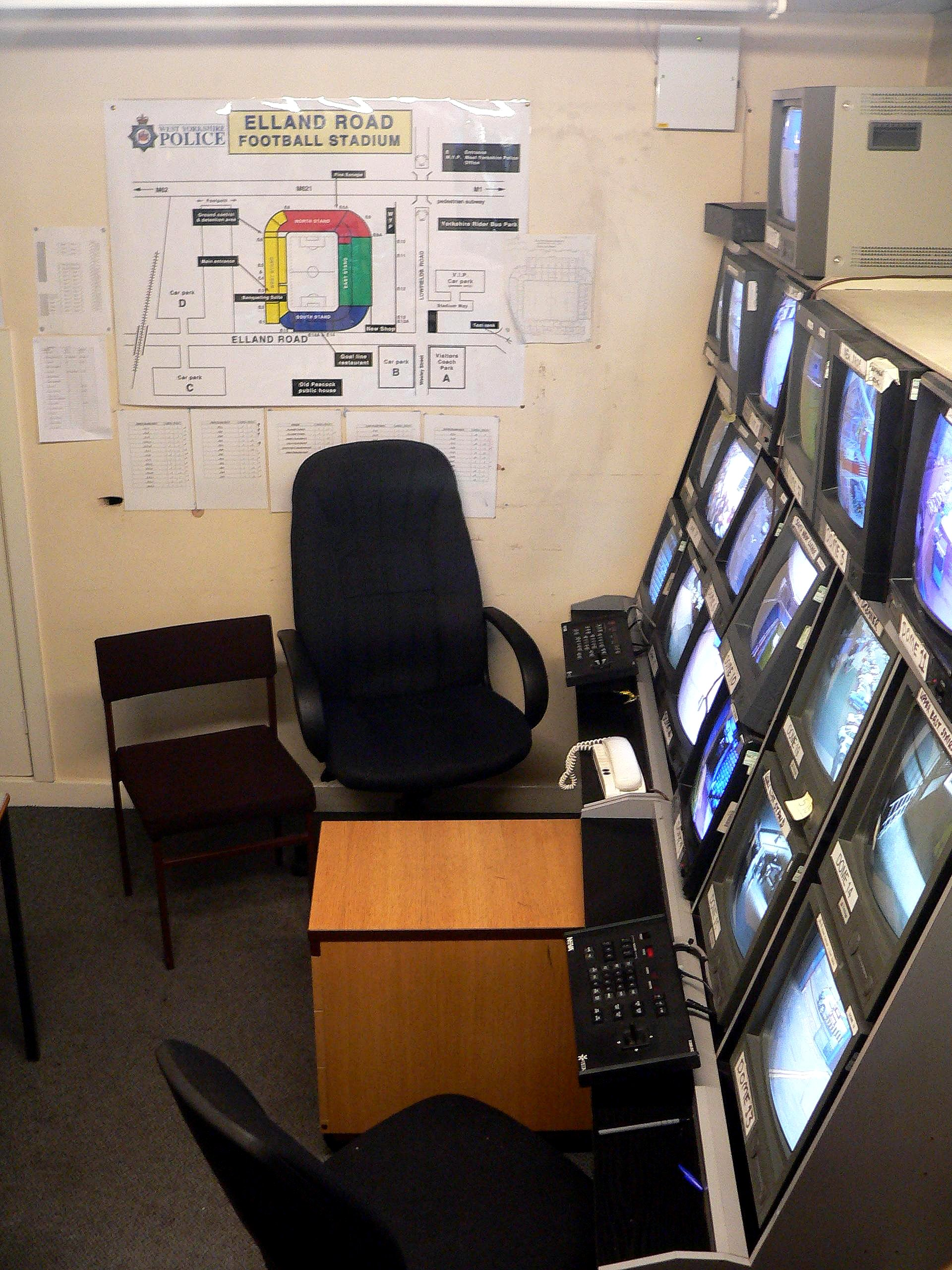